# William James Glackens
William James Glackens est un peintre américain né le 13 mars 1870 à Philadelphie en Pennsylvanie et décédé le 22 mars 1938 à Westport dans le Connecticut.

## Biographie
Figure de la Ash Can School, il rejette le formalisme académique et peint des scènes de rues et la vie de la middle-classe américaine.
Il étudie à la Pennsylvania Academy of the Fine Arts, où il a notamment le peintre Thomas Pollock Anshutz pour professeur, et gagne sa vie comme illustrateur dans plusieurs journaux américains. En 1895, il voyage à Paris et en 1898, il travaille comme correspondant de guerre pour le McClure's Magazine au cours de la guerre hispano-américaine.
Connu pour ses dessins, il commence à peindre et sa première peinture importante est le Hammerstein's Roof Garden qui est exposée dans la galerie Allen de New York. Il est l'un des membres du groupe des huit. Il s'intéresse à l'impressionnisme et passe beaucoup de temps en Europe. Sa connaissance de la peinture fait de lui l'un des conseillers rémunérés et influents d'Albert C. Barnes pour sa collection de peintures.
La plus grande collection d'œuvres de Glackens se trouve depuis 2001 au musée d'art de Fort Lauderdale, dont une aile entière est dédiée à l'artiste.

## Sources
- (en) "Glackens, William J.." Encyclopædia Britannica. 2006. Encyclopædia Britannica Premium Service. 14 Mar. 2006